# Nadja Ivanova
Nadežda Aleksandrovna Ivanova coniugata Arskaja, in russo Надежда Александровна Иванова-Арская? (8 settembre 1945) è un'ex schermitrice sovietica, vincitrice di una medaglia d'argento ai campionati mondiali di scherma.